# Adept (zespół muzyczny)
Adept – szwedzki zespół z Trosy grający głównie metalcore.

## Historia

### Początki
Zespół powstał w 2004 roku, wydając pierwsze demo Hopeless Illusions. W 2005 i 2006 roku pojawiły się dwie EP wydane nakładem własnym (tak jak Hopeless Illusions), kolejno When the Sun Gave Up the Sky oraz The Rose Will Decay.

### Wytwórnie i albumy studyjne
Po dość szybkim zyskaniu popularności i sukcesie odniesionym przez wcześniejszy dorobek muzyczny, zespół wkrótce podpisał kontrakt z wytwórnią Panic & Action.
4 lutego 2009 z ramienia Panic & Action został wydany pierwszy album zespołu pt. Another Year of Disaster. W 2010 rozpoczęła się trasa koncertowa po Niemczech razem z Her Bright Skies promująca album. Drugi album studyjny zespołu Death Dealers ujrzał światło dzienne w 2011 roku, a trzeci Silence the World w 2013.
W czerwcu 2015 roku na swoim profilu na Facebooku Adept poinformował o problemach ze swoją dotychczasową wytwórnią. Zespół oznajmił między innymi, że wytwórnia Panic & Action, z którą mieli podpisany kontrakt, nie dawała zespołowi możliwości wydania nowego albumu. Gdy okres trwania kontraktu zakończył się, zespół samodzielnie wydał w kwietniu swój singiel „Dark Clouds”, a wytwórnia uznając, że posiada prawa do niego, zażądała zapłaty wysokiej kary lub wycofania utworu ze sprzedaży. Adept zapowiedział również wydanie ich kolejnego, fundowanego z kieszeni artystów albumu pt. „Sleepless”. We wrześniu na Facebooku pojawiło się oświadczenie, że album zostanie wydany później niż planowano z powodu wysokich kosztów. Członkowie już wcześniej informowali o trudnościach, prosząc fanów o pomoc.
20 listopada oficjalnie ogłoszono, że zespół podpisał kontrakt z austriacką wytwórnią Napal Records i nakładem tej właśnie wytwórni 19 lutego 2016 roku zostanie wydany ich czwarty album zatytułowany „Sleepless”.

## Dyskografia

### Albumy studyjne
| Data wydania   | Tytuł                    | Wydawca        |
| 4 lutego 2009  | Another Year of Disaster | Panic & Action |
| 4 marca 2011   | Death Dealers            | Panic & Action |
| 22 marca 2013  | Silence the World        | Panic & Action |
| 19 lutego 2016 | Sleepless                | Napalm Records |

### EP
| Data wydania         | Tytuł                        | Wydawca          |
| 2004                 | Hopeless Illusions (Demo)    | nakładem własnym |
| 2005                 | When the Sun Gave Up the Sky | nakładem własnym |
| 2006                 | The Rose Will Decay          | nakładem własnym |
| 15 października 2009 | Shark! Shark! Shark!         | Panic & Action   |